# Geschichten aus dem Bärenland
Geschichten aus dem Bärenland (Originaltitel: The Berenstain Bears) ist eine US-amerikanische Zeichentrickserie, die zwischen 1985 und 1986 produziert wurde und auf den Lausebären-Kinderbüchern von Stan und Jan Berenstain basiert.

## Handlung
Die Familie Bär, welche aus Vater, Mutter, Bruder und Schwester besteht, lebt in Bärenstadt. Die Familienmitglieder haben unterschiedliche Lieblingsbeschäftigungen, welche sie allerdings des Öfteren unterbrechen müssen, um Papa Bär aus gefährlichen Situationen zu retten. Am Ende der Straße wohnen außerdem Oma und Opa Bär, die immer gerne Geschichten aus den guten alten Zeiten erzählen. Die Harmonie der Bären wird aber auch durch Diebe gestört, die für die Untergrundorganisation der bösen Wiesel arbeiten.

## Produktion und Veröffentlichung
Die Serie wurde zwischen 1985 und 1987 von Southern Star Productions, Hanna-Barbera Australia und Joseph Cates Productions in den Vereinigten Staaten produziert. Dabei entstanden 2 Staffeln mit 52 Folgen.
Erstmals wurde die Serie am 14. September 1985 auf CBS ausgestrahlt. Die deutsche Erstausstrahlung erfolgte 1995 auf RTL II. Zudem wurde die Serie auf DVD und VHS veröffentlicht.

## Synchronisation
| Rolle         | Englischer Sprecher | Deutscher Sprecher |
| ------------- | ------------------- | ------------------ |
| Pappa O. Bär  | Brian Cummings      | Andreas Mannkopff  |
| Mama Bär      | Ruth Buzzi          |                    |
| Schwester Bär | Christina Lange     |                    |
| Bruder Bär    | David Mendenhall    |                    |

## Episodenliste

### Staffel 1
| Folge (gesamt) | Folge (Staffel) | deutscher Titel                                | Originaltitel               | Originalausstrahlung |
| 1              | 01              | Das Drachenfest                                | Go Fly A Kite               | 14.09.1985           |
| 2              | 02              | Der Trojanische Kürbis                         | The Trojan Pumpkin          | 14.09.1985           |
| 3              | 03              | Das Spukhaus                                   | The Spooky Old Mansion      | 21.09.1985           |
| 4              | 04              | Das Pizzawerfen                                | The Fly Away Pizza          | 21.09.1985           |
| 5              | 05              | Die Fledermaushöhle                            | The Giant Bat Cave          | 28.09.1985           |
| 6              | 06              | Die Bienenkönigin                              | The Wild Wild Honey         | 28.09.1985           |
| 7              | 07              | Der Nachbar                                    | The Neighborly Skunk        | 05.10.1985           |
| 8              | 08              | Die Jagd nach dem Kürbis                       | The Missing Pumpkin         | 05.10.1985           |
| 9              | 09              | Der Geburtstag                                 | Too Much Birthday           | 12.10.1985           |
| 10             | 10              | Der Pfadfinder                                 | To The Rescue               | 12.10.1985           |
| 11             | 11              | Verrückt auf Fußball                           | The Soccer Star             | 19.10.1985           |
| 12             | 12              | Schlauchboot ahoi                              | Shoot The Rapids            | 19.10.1985           |
| 13             | 13              | Lebendiges Mittelalter                         | The Knight To Remember      | 26.10.1985           |
| 14             | 14              | Der Footballpokal                              | The Superduper Bowl         | 26.10.1985           |
| 15             | 15              | Die Goldinsel                                  | The Not So Buried Treasure  | 02.11.1985           |
| 16             | 16              | Das öffentliche Buckelkratzen                  | The Condemned Backscratcher | 02.11.1985           |
| 17             | 17              | Bigbär auf dem Weg zum Weltruhm                | King For A Day              | 09.11.1985           |
| 18             | 18              | Durchs wilde Bärenland                         | Blaze A Trail               | 09.11.1985           |
| 19             | 19              | Kein Zutritt für Mädchen                       | No Girls Allowed            | 16.11.1985           |
| 20             | 20              | Dino mit Beinschaden                           | The Missing Dinosaur Bone   | 16.11.1985           |
| 21             | 21              | Der dämlichste Kürbis                          | The Spookiest Pumpkin       | 23.11.1985           |
| 22             | 22              | Tanzbären gegen Tanzbienen                     | The Dancing Bees            | 23.11.1985           |
| 23             | 23              | Vor Würmern auf der Hut                        | Learn About Strangers       | 30.11.1985           |
| 24             | 24              | Die Bärendetektive und der verschwundene Honig | The Disappearing Honey      | 30.11.1985           |
| 25             | 25              | Gespenstergeschichten                          | In The Dark                 | 07.12.1985           |
| 26             | 26              | Der Wettkampf                                  | Ring The Bell               | 07.12.1985           |

### Staffel 2
| Folge (gesamt) | Folge (Staffel) | deutscher Titel                                  | Originaltitel            | Originalausstrahlung |
| 27             | 01              | Ein unordentliches Kinderzimmer                  | The Messy Room           | 13.09.1986           |
| 28             | 02              | Die gefräßige Ameise                             | The Terrible Termite     | 13.09.1986           |
| 29             | 03              | Höflichkeit ist eine Zier …                      | Forget Their Manners     | 20.09.1986           |
| 30             | 04              | Die unsichtbare Gefahr                           | The Wicked Weasel Spell  | 20.09.1986           |
| 31             | 05              | Die zerbrochene Lampe                            | The Truth                | 27.09.1986           |
| 32             | 06              | Die Rettung der Bienen                           | Save The Bees            | 27.09.1986           |
| 33             | 07              | Der Familienkrieg                                | Get In A Fight           | 04.10.1986           |
| 34             | 08              | Großfuß soll verjagt werden                      | The Bigpaw Problem       | 04.10.1986           |
| 35             | 09              | Die Bärenstein-Bären bekommen Lampenfieber       | Get Stage Fright         | 11.10.1986           |
| 36             | 10              | Gänschen und der Museumsbrand                    | Go Bonkers Over Honkers  | 11.10.1986           |
| 37             | 11              | Die Honig-Pipeline                               | The Great Honey Pipeline | 18.10.1986           |
| 38             | 12              | Kleine grüne Bären und eine fliegende Untertasse | The Great Grizzly Comet  | 18.10.1986           |
| 39             | 13              | Petri Heil                                       | The Sun-Fire Bait        | 25.10.1986           |
| 40             | 14              | Der Hundedetektor                                | The Cat’s Meow           | 25.10.1986           |
| 41             | 15              | Ärger mit Sissi                                  | The Trouble With Friends | 01.11.1986           |
| 42             | 16              | Hustende Seebewohner                             | The Coughing Catfish     | 01.11.1986           |
| 43             | 17              | Die Vertretung                                   | The Substitute Teacher   | 08.11.1986           |
| 44             | 18              | Geheimnis von Schloss Grizzly                    | The Mystery Mansion      | 08.11.1986           |
| 45             | 19              | Der Geisterwald                                  | Bust A Ghost             | 15.11.1986           |
| 46             | 20              | Das Eis-Monster                                  | The Ice Monster          | 15.11.1986           |
| 47             | 21              | Omas mystische Fähigkeiten                       | The Crystal Ball Caper   | 22.11.1986           |
| 48             | 22              | Die Rettung des Staatsschatzes                   | The Raid On Fort Grizzly | 22.11.1986           |
| 49             | 23              | Die verbotene Höhle                              | The Forbidden Cave       | 29.11.1986           |
| 50             | 24              | Wahlkampf im Bärenland                           | The Hot Air Election     | 29.11.1986           |
| 51             | 25              | Papa als Hausfrau                                | Life With Papa           | 06.12.1986           |
| 52             | 26              | Goldmais in Gefahr                               | Save The Farm            | 06.12.1986           |